# 지네딘 지단
지네딘 야지드 지단(프랑스어: Zinédine Yazid Zidane, 프랑스어 발음: [zinɛdin zidan], 카빌어: Zineddin Lyazid Zidan, 아랍어: زين الدين يزيد زيدان‎, 1972년 6월 23일~)은 프랑스의 축구 선수 출신 지도자이다. "지주(프랑스어: Zizou)"라는 별칭을 가지고 있으며 선수 시절 포지션은 공격형 미드필더였다. 1998년, 2000년, 그리고 2003년 FIFA 올해의 선수에 선정되었고 1998년 발롱도르를 수상했으며 2004년 UEFA 골든 주빌리 여론 조사에서 근 50년 간의 최고 유럽 축구 선수로 선정되었다.
AS 칸에서 선수 생활을 시작했고 이후 리그 1의 FC 지롱댕 드 보르도에서 활동했다. 1996년 유벤투스 FC로 이적하여 세리에 A 우승 2회, 인터콘티넨털컵과 UEFA 슈퍼컵 각각 1회 우승을 달성했다. 2001년 당시 세계 최고 이적료인 7,750만 유로(약 1,217억 원)에 레알 마드리드 CF로 이적했고 이 기록은 8년 동안 역대 최고 이적료 지출 기록을 유지했다. 레알 마드리드 소속으로 라리가, UEFA 챔피언스리그 우승을 포함하여 여러 트로피들을 획득한 그는 레알 마드리드에서의 첫 번째 시즌에 2002 UEFA 챔피언스리그 결승전에서 왼발 발리로 결승골을 득점하며 레알 마드리드의 챔피언스리그 우승에 기여했다.
1994년 프랑스 축구 국가대표팀에 데뷔한 지단은 대표팀에서 총 108경기 출장했다. 그는 1998년 FIFA 월드컵 결승전에서 2득점을 기록하며 월드컵 우승에 기여하며 올스타 팀에 선정되었고 1998년 레지옹 도뇌르 훈장을 받았다. 그는 UEFA 유로 2000에서 대표팀의 유로 우승에 기여하며 대회 최우수 선수로 선정되었고 2006년 FIFA 월드컵 결승전에서 마르코 마테라치의 가슴을 박치기하여 퇴장당했지만 해당 대회의 골든볼과 올스타 팀에 선정되었다. 대회 이후 대표팀에서 은퇴할 것을 발표한 그는 프랑스 대표팀 역대 최다 출장자 4위의 기록을 세우고 대표팀에서 은퇴했다.
지단은 1996년 리그 1 올해의 선수로 지명되었고 1998년, 2000년, 2003년 FIFA 올해의 선수에 선정되었으며 1998년 발롱도르를 수상했다. 2001년 세리에 A 올해의 선수로, 2002년 라 리가 최우수 외국인 선수로 선정되었고 2004년 펠레가 선정한 FIFA 100에 선정되었으며 UEFA 골든 주빌리 여론 조사에서 지난 50년간 유럽 최고의 축구 선수로 선정되었다. 2012년과 2017년, 각각 레알 마드리드와 유벤투스의 역대 최고의 선수 11명에 선정된 그는 FIFA 월드컵 우승, UEFA 챔피언스리그 우승, 발롱도르 수상을 모두 달성한 9명의 선수들 중 한 명이라는 기록을 가지고 있다.
지단은 선수 경력을 마감한 후 2010년 카타르의 홍보 대사로 활동하며 카타르의 2022년 FIFA 월드컵 유치 성공에 기여했다. 2013-14 시즌 카를로 안첼로티 감독의 수석 코치로 임명되며 지도자 경력을 시작했고 2014년 6월 레알 마드리드 카스티야 감독으로 부임했다. 2016년 라파엘 베니테스의 뒤를 이어 레알 마드리드 감독이 되었고 3시즌 동안 최초로 챔피언스리그 3연패를 달성했고 UEFA 슈퍼컵과 FIFA 클럽 월드컵 각각 2회 우승, 라리가 우승과 수페르코파 데 에스파냐 우승을 달성했다. 2017년 FIFA 올해의 감독으로 선정된 지단은 2018년 레알 마드리드 감독에서 사임했다. 그는 2019년 레알 마드리드 감독에 재부임하여 라리가 우승과 수페르코파 데 에스파냐 우승을 달성한 후 2021년 레알 마드리드를 떠났다.

## 유년 시절과 초기 경력

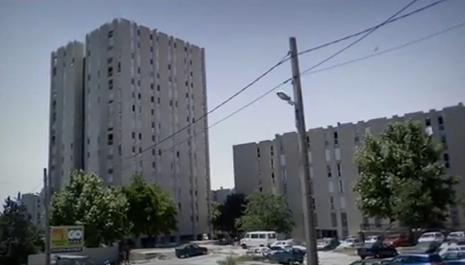
지단은 마르세유 북서부 끄트머리의 라 카스테얀 출신이다

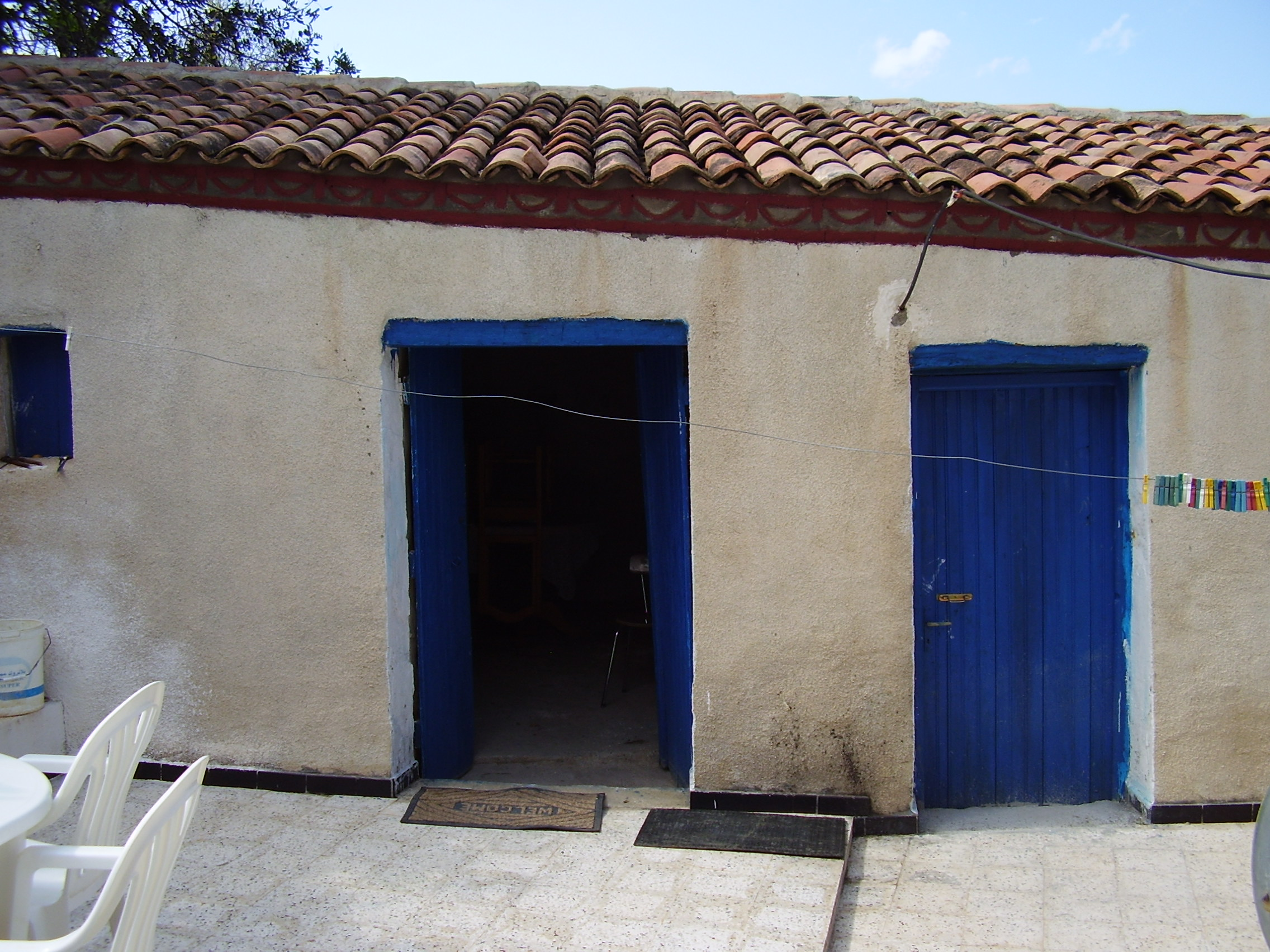
알제리 아게문 아스 슬리만 마을의 지단 부모의 생가

지네딘 지단은 1972년 6월 23일에 남프랑스 마르세유의 라카스테얀에서 태어났다. 지단은 알제리의 카빌리아 혈통이다. 그의 부모인 스마일과 말리카는 1953년에 알제리 전쟁이 발발하기 전에 북부 알제리 베르베르어권 카빌리 지역의 아게문 마을에서 파리로 이주했다. 그의 부모는 시 북부의 바르베와 생드니의 빈민촌에 정착했지만, 생계 거리를 찾기 힘들어 1960년대 중반에 마르세유 북부 부도심인 마르세유 제16 구의 라 카스테얀으로 이주했다. 1972년, 지네딘 지단은 4남 1녀 중 막내로 출생했다. 그의 부친은 백화점의 창고지기이자 야간 경비원으로 야근을 했었고, 모친은 전업 주부였다. 지단 가족은 마르세유의 우범 지역이자 높은 실직률로 악명이 높은 지역을 감안해 보면 평균에 비해 상대적으로 편안한 삶을 살았다.
지단이 축구를 처음 접한 곳은 그의 출생지인 라 카스테얀이었고, 그는 5세에 72 대 11 미터 주거 지역의 주 광장으로 활용되었던 플라스 타르탄의 동네 어린이들의 축구 경기에 참가했다. 2011년 7월, 지단은 마르세유의 전 선수들인 블라즈 슬리슈코비치, 엔초 프란체스콜리, 장피에르 파팽을 유년 시절의 본보기로 삼았다. 10살이 되었을 때, 지단은 인근 카스테얀의 생-앙리 유소년부에 입단하면서 첫 선수 면허를 받았다. 생-앙리에서 1년 반을 보낸 지단은 셉템-레-바욘에 입단했는데, 로베르 센테네로 셉템 감독이 지단을 영입하기 위해 구단 수뇌부를 설득하기도 했다. 지단은 14세가 되기 전까지 셈템 선수였는데, 같은 시기에 그는 프랑스 축구 국가대표팀이 건립한 축구 단지들 중 하나인 엑-상-프로방스의 CREPS (지역 스포츠 및 체육 센터)의 3일 훈련에 참가하기도 했다. 지단은 이곳에서 칸의 스카우터이자 전 선수였던 장 바로에 의해 발굴되었는데, 장 바로가 훈련장 관리인에게 그를 추천했다.

## 클럽 경력

### 칸
"그는 하나, 둘, 셋, 넷, 다섯, 여섯 명의 선수들을 제치곤 했지요 - 입이 떡 벌어질 일이었습니다. 그의 발은 공과 의사소통했습니다."
지단은 6주 훈련을 목적으로 칸에 입단했지만, 구단 소속으로 4년을 뛰어 프로 무대에 첫 발을 디디기에 이르었다. 가족을 떠나 칸에 입단하게 되면서, 가족을 떠나 칸에 입단했던 그는, 장-클로드 엘리노 칸의 단장으로부터 20명의 훈련생들과 공유했던 기숙사를 떠나 단장의 가족과 한집을 쓸수 있도록 불렀다. 지단은 엘리노 단장과 동거하면서 정신에 평정을 찾았다고 회고했다.
칸의 감독은 지단이 혈통과 가족에 모욕적인 언사를 들었을 때 원색적이고 민감해지며, 관중을 해치려는 성향을 보인다는 것을 알았다. 칸 시절 1군 감독이었던 장 바로는 분노를 조절하고 경기에 집중할 수 있게 도왔다. 지단은 칸에서의 자신의 출생 신분을 모욕한 상대를 주먹질한 대가로 1주차에 주로 청소를 맡았다. 그는 현역 시절에 알제리계 프랑스인이라는 점에서 양쪽 문화에 걸쳐있고, 라 카스테얀의 빈민가에서 성장하며 생존한 것으로 인해 자기분열에 시달렸고, 이는 현역 시절에 간혹 폭력적인 행각을 보이기에 이르었다.
지단은 1989년 5월 18일, 낭트와의 디비시옹 1 경기에서 칸 소속으로 프로 데뷔전을 치렀다. 그가 칸 소속으로 첫 골을 넣은 때는 1991년 2월 10일로 역시 낭트전이었고, 2-1로 이겼다. 칸 선수들이 모두 참석한 경기 후 잔치에서, 지단은 알랭 페드레티 칸 회장으로부터 차를 선물받았는데, 페드레티 회장은 칸에서 첫 골을 넣을 경우 이 선물을 줄 것을 약속했었다. 경기 현장에서, 지단은 공을 가지고 특출한 기술을 선보였는데, 순간순간의 비범함을 선보여 세계 무대의 정상에 오를 것임을 예고했다. 칸에서의 정식 1년차에 구단은 4위로 리그를 마감해 UEFA컵에 진출해 사상 첫 유럽대항전 진출권을 확보했다. 이는 1948-49 시즌에 1부 리그에서 강등된 이래 구단 역사상 거둔 1부 리그 최고 성적이었다.

### 보르도
지단은 1992-93 시즌에 보르도로 둥지를 옮겼고, 구단과 4년을 동행하며 카를스루에전 승리로 UEFA 인터토토컵 1995 우승을 거두었고, UEFA컵 1995-96에서는 바이에른 뮌헨 앞에 멈춰 준우승을 거두었다. 그는 빅상트 리자라쥐와 크리스토프 뒤가리와 한배를 탔고, 나중에 이들은 보르도와 1998년 프랑스 대표팀의 상징적인 존재로 거듭났다. 1995년, 당시 블랙번 로버스 감독이었던 케니 달글리시는 지단과 뒤가리 두 명의 영입에 관심을 표했지만 구단주와 잭 워커 회장은 "우리에게 팀 셔우드가 있는데 지단을 영입하려 하는가?"라고 반응했다. 1996-96 시즌을 앞두고, 배리 실크먼 축구 요원에 따르면, 지단은 £1.2M에 뉴캐슬 유나이티드의 제의를 받았지만, 구단측이 그를 주시한 끝에 그가 잉글랜드 1부 리그에서 뛰기에 부족하다며 거절했다. 1996년, 지단은 리그 1 올해의 선수상의 주인공이 되었다.

### 유벤투스
"그는 특별한 선수입니다. 그는 무에서 공간을 창출합니다. 어디에서 공을 잡든지 어떻게 공을 얻든지, 그는 위험에서 벗어날 수 있습니다. 그의 상상력과 기술은 경이롭습니다."
보르도와 프랑스 국가대표팀에서 꾸준히 훌륭할 활약을 펼친 지단은 1996년 봄부터 유럽 정상급 구단들의 제의를 받았고, 시즌 말에 UEFA 챔피언스리그를 우승한 유벤투스행을 결정했다. 지단은 이탈리아 무대에서도 즉시 인상적인 활약을 펼쳤는데, 세리에 A와 인터콘티넨털컵 우승을 거두었다. 한편, 폴 램버트의 밀착 견제를 당한 도르트문트와의 UEFA 챔피언스리그 결승전에서는 1-3 완패를 당했다. 그 다음 시즌, 지단은 32번의 리그 경기에서 7골을 기록해 세리에 A 2연패를 이룩해 작은 방패를 지켜냈다. 유럽대항전에서, 유벤투스는 3년 연속 UEFA 챔피언스리그 결승전에 참가했지만, 레알 마드리드에 0-1로 패했다. 1998년, 지단은 FIFA 올해의 선수로 지명되었고, 발롱도르도 석권했다. 유벤투스는 2000-01 시즌 리그를 준우승으로 마무리했고, UEFA 챔피언스리그에서는 함부르크와의 경기에서 요헨 킨츠를 머리로 가격해 출장 정지 징계를 받으면서 1차 조별 리그에서 조기 탈락했다. 2001년, 지단은 두번째 세리에 A 올해의 외국인 선수상을 받았다.

### 레알 마드리드
2001년, 지단은 150B ITL의 역대 최고 이적료에 레알 마드리드로 이적했는데, (고정 환율로 €77.5M, 보도 내용에 따르면 12.8B Pta) 이적료는 월부 형식으로 지불되었고, 4년 계약을 체결했다. 당시 은하 군단에 가장 최근 합류한 선수로, 레알 마드리드는 세계구급 선수를 매년마다 영입했는데, 지단은 마드리드 1년차에 2-1로 이긴 레버쿠젠과의 UEFA 챔피언스리그 결승전에서 왼발로 공중에 뜬 공을 차넣어 두고두고 회자되는 결승골을 기록했고, 개인적으로 4대 주요 대회 우승을 성공했다. 이 골은 UEFA 챔피언스리그 역사상 최고의 골 중에 하나로 수식된다.
"그는 공을 갖고 지배하며, 걸어다니는 경이로운 존재로, 그는 양 발에 비단 장갑을 낀 것처럼 경기합니다. 그는 경기를 보러간 보람을 느끼게 하며 - 그는 제가 본 최고의 선수들 중 한 명으로 꼽을 수 있습니다."
이듬해, 지단은 루이스 피구와 중원을 맡아 레알 마드리드의 라 리가 우승에 일조했고, 개인 통산 3번째 FIFA 올해의 선수상을 받았다. 2004년, UEFA 골든 주빌리 여론 조사에서 지지자들은 지단을 근 50년 간의 최고 유럽 축구 선수로 선정했다.
지단의 레알 마드리드 마지막 시즌은 빈손으로 끝났지만, 2006년 1월에 4-2로 이긴 세비야와의 경기에서 해트트릭을 완성해 개인적으로 경이로운 기록을 세웠다. 그는 2005-06 시즌을 각각 호나우두와 데이비드 베컴에 이어 최다 득점과 최다 도움 부문에서 2위를 차지했는데, 28경기에 출전해 9골 10도움을 기록했다. 2006년 5월 7일, 2006년 FIFA 월드컵 이후 은퇴 계획을 밝힌 지단은 3-3으로 비긴 비야레알과의 고별 경기에 출전해 득점을 기록했다. 선수단은 지단 2001-2006이 구단 문양 밑에 새겨진 기념 유니폼을 착용하고 뛰었다. 80,000명의 산티아고 베르나베우 관중들은 "마법에 감사합니다"라고 읽히는 배너를 들었다.
2012년, 지단은 맨체스터 유나이티드와의 베테랑 경기에 출전해 레알 마드리드의 3-2 승리에 일조했다. 2013년 4월, 그는 마르카지에 의해 "레알 마드리드 역사상 최고 외국인 11인" 중 한 명으로 선정되었다.

## 국가대표팀 경력
프랑스와 알제리 양측 모두 지단을 시민으로 간주했다. 지단이 알제리 대표로 뛰는 것을 거부한 장본인은 압델하미드 케르말리 감독인 것으로 알려졌는데, 케르말리 감독은 젊은 미드필더가 충분히 빠르지 않다고 판단한 데에 있었다. 그러나, 지단은 2005년 기자 회견에서 이 소문을 부인했는데, 그는 이미 프랑스 국가대표팀 경기에 뛰었기에 알제리 국가대표로 활약할 수 없다고 밝혔다.
1994년 8월 17일, 그는 체코와의 친선경기에서 교체로 프랑스 국가대표팀 첫 경기를 출전, 지단은 0-2로 프랑스가 밀리고 있는 가운데 2골을 기록해 경기를 2-2로 끝났다. 에리크 캉토나가 관중을 걷어차 1995년 1월에 1년 출장 정지 징계를 받자, 지단은 캉토나를 대신해 플레이메이커 자리를 가져갔다.

### UEFA 유로 1996
대회에서 최고의 기량을 보여주지 못했지만, 프랑스는 4강까지 올라갔다. 당시 지단은 프랑스 국가대표로 입지를 완전히 다지지 못했는데, 그는 대회 내내 평타 정도를 쳤지만, 8강전과 준결승전에서 승부차기로 나서서 두 번 모두 성공했다. 프랑스는 UEFA 유로 1996에서 체코와의 준결승전에 승부차기 끝에 패해 탈락했다.

### 1998년 FIFA 월드컵

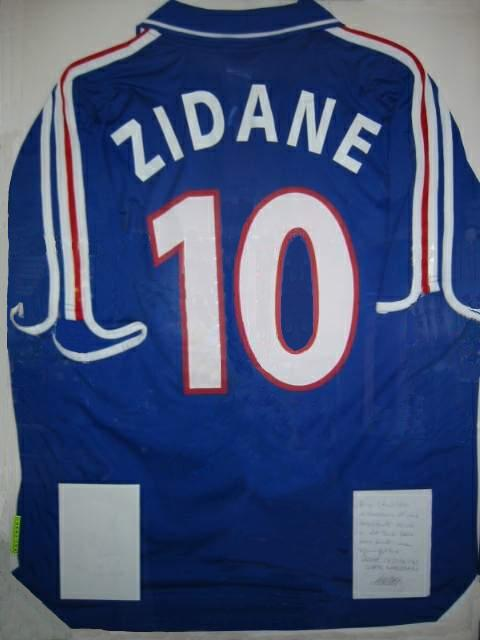
지단은 국가대표팀에서 10번을 사용했다. 위의 유니폼은 지단이 UEFA 유로 2000 당시 입었던 유니폼이다.

1998년 FIFA 월드컵은 지단이 참가한 첫 FIFA 월드컵이었다. 이 대회는 안방인 프랑스에서 열렸다. 프랑스는 조별 리그 3경기에서 모두 승리를 거두었지만, 지단은 사우디아라비아와의 조별 리그 2차전에서 푸아드 아민을 밟아 퇴장을 당했고, 지단은 최초로 FIFA 월드컵 본선에서 퇴장당한 프랑스 국가대표팀 선수로 기록되었다. 주 플레이메이커 없이 이어지는 경기에서 프랑스는 파라과이를 16강전에서 1-0으로 격파했고, 지단이 8강전에 복귀한 후, 프랑스는 연장전 끝에 득점 없이 비기고 승부차기 끝에 이탈리아를 4-3으로 이겼다. 프랑스는 이후 크로아티아와의 준결승전에서 2-1 역전승을 거두었다. 지단은 프랑스의 결승행에 큰 도움이 되었지만, 여기까지 FIFA 월드컵 본선에서 한 골도 기록하지 못했었다.
지단과 프랑스 국가대표팀은 전 대회 우승국이자 우승 후보인 브라질을 스타드 드 프랑스에서 열린 1998년 FIFA 월드컵 결승전에서 상대하게 되었다. 프랑스는 브라질을 시작부터 압박해 나갔고, 지단은 에마뉘엘 프티와 유리 조르카에프가 찬 코너킥을 모두 머리로 마무리 지어 비슷하게 2골을 기록했다. 지단의 2골에 힘입은 프랑스는 전반을 2-0으로 앞선 채 종료했고, FIFA 월드컵 트로피에 한 발자국 만을 남겨놓고 있었다. 프티가 후반 추가 시간에 3번째 골을 넣어 승부에 쐐기를 박았고, 3-0 승리로 프랑스는 첫 FIFA 월드컵 우승을 차지했다. 지단은 즉시 국가적인 영웅으로 칭송받았고, 샹-젤리제에 웅집한 100만명은 지단의 사진이 에투알 개선문에 "고마워요 지주"라는 말과 비추어지는 것을 보며 우승을 자축했다.

### UEFA 유로 2000
2년 후, 프랑스는 UEFA 유로 2000을 우승해 1974년 이래 서독 이래 최초로 FIFA 월드컵과 UEFA 유럽 축구 선수권 대회를 동시에 석권한 국가가 되었다. 지단은 대회를 2골로 마무리했는데, 그는 스페인과의 8강전에서 감기는 프리킥 골을 기록했고, 포르투갈과의 준결승전에서는 페널티킥으로 골든골을 넣었으며, UEFA는 지단을 대회 최우수 선수로 선정되었다.

### 2002 FIFA 월드컵
유럽과 세계를 제패했던 프랑스는 2002년 FIFA 월드컵의 강력한 우승후보로 참가했지만, 허벅지 부상을 당한 지단은 프랑스의 처음 두 경기에 참가하지 못했고, 그 없이 경기를 치른 프랑스 국가대표팀은 두 경기에서 모두 무득점으로 침묵했다. 그는 덴마크와의 조별 리그 최종전에서 몸상태가 완쾌하지 않은 채 급히 복귀했지만, 프랑스가 1골도 넣지 못하고 불명예스럽게 탈락하는 것을 막지 못했다. 이는 대회 역사상 전 대회 우승국이 거둔 역대 최악의 성적이기도 했다.

### UEFA 유로 2004
UEFA 유로 2004에서 프랑스는 잉글랜드전과 스위스전에서 승리를 챙겨 조 1위로 8강에 진출했지만, 나중에 우승을 차지하는 그리스와의 8강전에서 충격적인 0-1 패배를 당했다. 잉글랜드와의 조별 리그 1차전에서, 지단은 추가 시간에 프리킥과 페널티킥으로 2골을 기록해 프랑스에 2-1 승리를 선사했다. 프랑스가 대회에서 탈락하자 지단은 국가대표팀 은퇴를 선언했다.

### 2006년 FIFA 월드컵

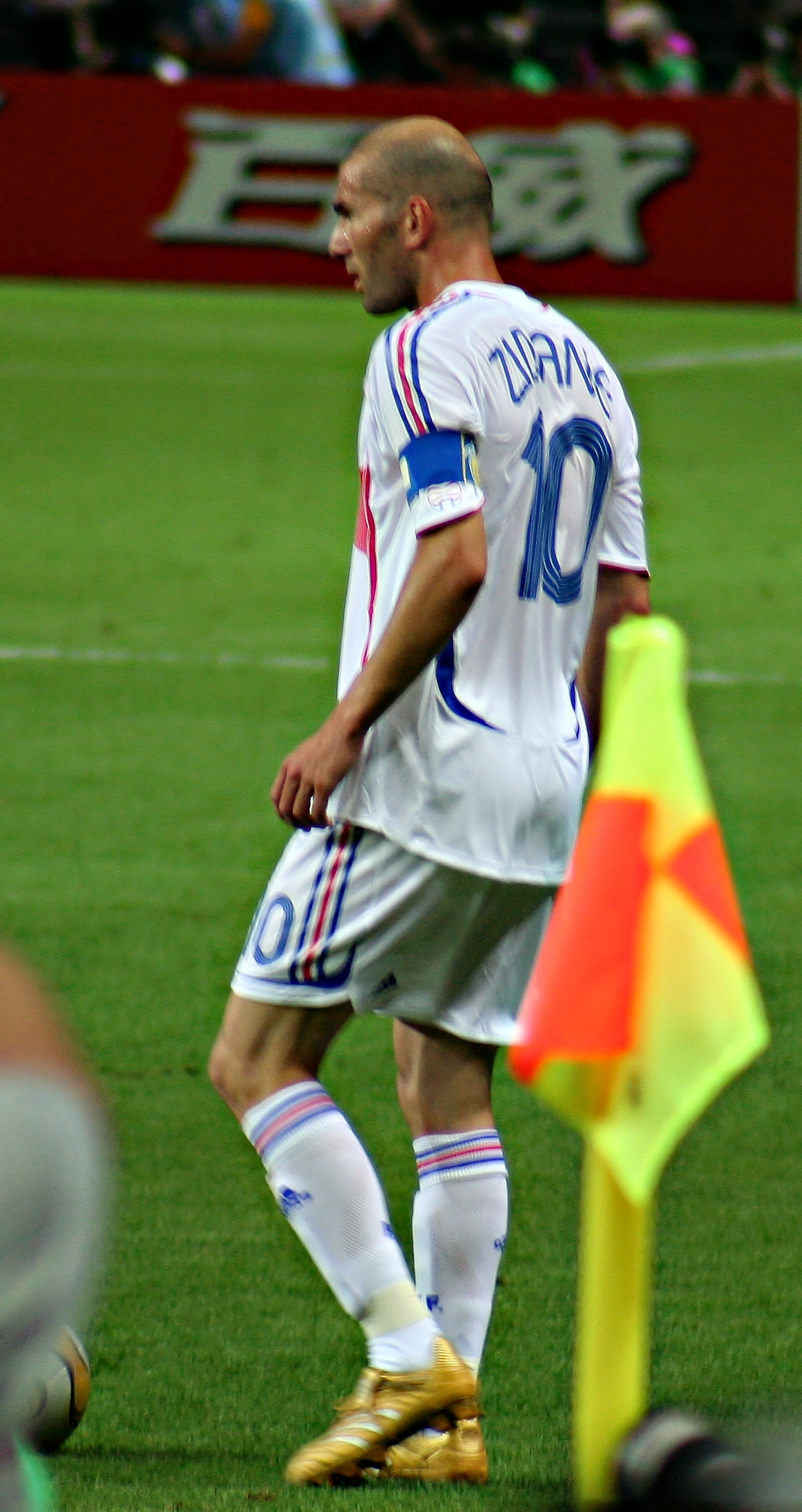
2006년 FIFA 월드컵 결승전의 지단

빅상트 리자라쥐, 마르셀 드사이, 클로드 마켈렐레, 릴리앙 튀람과 같은 노장 선수들이 대거 은퇴하면서, 프랑스의 2006년 FIFA 월드컵 본선행이 큰 위기에 봉착했다. 레몽 도메네크 감독의 간곡한 부탁에, 지단은 은퇴를 번복하고 국가대표팀에 복귀해 국가대표팀의 주장 완장을 받았다. 지단은 튀랑과 마켈렐레와 함께 국가대표팀에 돌아와 2005년 9월 3일에 페로 제도와의 경기에서 국가대표팀 복귀전을 펼쳤고, 프랑스가 3-0 완승을 거두었다. 이 삼인방은 4위에 머물러 있던 프랑스가 예선 조에서 1위를 차지해 본선에 직행할 수 있도록 도왔다. 2006년 5월 27일, 지단은 1-0으로 이긴 멕시코와의 친선경기에서 프랑스 국가대표로 100번째 경기를 치렀는데, 이 경기는 그가 스타드 드 프랑스에서 치른 마지막 경기였다. 지단은 드사이, 튀람, 디디에 데샹에 이어 프랑스 국가대표팀 역사상 4번째로 100경기를 치른 선수로 기록되었다.
프랑스는 2006년 FIFA 월드컵에서 부진한 시작을 보였고, 지단은 조별 리그 최종전에 경고 누적으로 나서지 못했지만, 지단은 스페인과의 16강전에 복귀해 파트리크 비에라의 골을 도왔고, 스스로 득점도 올렸다. 1998년 FIFA 월드컵 결승전 이래 재회한 브라질과의 8강전 맞대결에서는 단 1번 골문 안으로 찬 공이 그대로 결승골이 되었다. 지단은 티에리 앙리의 결승골을 도왔고, FIFA는 그를 경기 최우수 선수로 선정했다. 프랑스는 6년 전 브뤼셀에서의 맞대결처럼 포르투갈과 준결승전에서 맞대결을 벌였고, 경기의 승부처가 된 것은 지단의 페널티킥 골이었고, 프랑스는 또다시 주요 대회 결승전에 진출했다.
베를린에서 2006년 FIFA 월드컵 결승전을 치르기 전, 지단은 대회 최우수 선수로 골든볼을 받았다. 그는 이미 2005-06 시즌을 끝으로 레알 마드리드 계약이 만료되면서 은퇴할 의사를 밝혔기에 축구계는 지단의 경력 마지막을 장식할 순간을 두 번째 FIFA 월드컵 결승전으로 보았다. 경기 시작 7분 만에 지단은 페널티킥으로 프랑스가 앞서나가게 되었고, 그는 펠레, 파울 브라이트너, 바바에 이어 두 번의 FIFA 월드컵 결승전에서 득점을 기록한 4번째 선수가 되었고, 바바, 펠레, 제프 허스트와 함께 3골로 FIFA 월드컵 결승전에서 가장 많은 골을 기록한 선수가 되었다. 그는 연장 전반에 또다시 득점할 수 있었지만, 이번에는 그가 머리로 넣으려 한 공이 이탈리아의 수문장 잔루이지 부폰에 막혔다. 이후 지단은 110분에 마르코 마테라치의 가슴을 가격해 퇴장당했고, 그 없이 진행된 승부차기에서 이탈리아에 3-5로 졌다. 지단의 행위는 세계 언론 1면을 장식했는데, 프랑스의 르 피가로지는 그의 박치기가 "혐오스러웠다"고 평했고, 레키프지 1면은 "영원히 우리의 본보기 대상이 되었던 당신에 대해 우리 아이들에게 무엇이라 말하면 좋을까요? ... 어떻게 당신과 같은 분에게 이런 일이 있을 수 있습니까?"라고 질문을 던졌다.
"당신은 마지막 경기에서 재능과 프로다운 모습을 아낌 없이 보여주었소. 저는 당신이 슬프고 실망했으리라 알지만 제가 말하고 싶은 바는 온 국민이 당신이 자랑스럽다는 것이오. 당신은 특출한 능력으로 국가를 명예로이 했고 승부욕이 충만한 훌륭한 정신은 어려운 시기는 물론 이기는 순간에도 힘이 되어 주었소."
프랑스 귀국 후, 파리의 콩코르드 광장에 수천명의 지지자들이 국기를 흔들며 박자에 맞추어 "지주! 지주!"를 연호했고, 자크 시라크 프랑스 대통령은 그에게 존경을 표했다. 시라크 대통령의 말은 프랑스 국민의 심금을 울렸고, 지단과 연루된 사건을 놓고 실시된 투표에서의 결과는 다음과 같았다: 61%의 프랑스인은 그의 행위를 벌써 용서했다고 천명했고, 52%는 그의 행동에 공감이 간다고 밝혔다. 필리프 오클레어 프랑스 기자는 지단의 토너먼트전 활약상이 "파란 유니폼을 입은 이래 최고의 순간"이었다고 평했다. 대회 최우수 선수로 선정된 지단은 선수단에 희망을 선사했고, 프랑스의 리베라시옹 일간 신문은 "1달 동안, 프랑스는 지단으로 꿈을 꿨다"라고 표의했다. 지단은 프랑스 대중 사이에서 상징적인 존재로 남아 있었고, 한 프랑스 기자는 "우리 국가적인 영웅이 실수를 할 수 있다는 것은 참 인간적이다"라고 평했다. 인터뷰에서 마르코 마테라치가 지단의 누이를 모욕했고, 그 발언으로부터 분노로 감정이 고조된 지단이 박치기를 했다는 사실이 나중에 밝혀졌다. 2010년, 지단은 결승전에서 마테라치에게 박치기를 한 것에 대해 "사과하느니 죽는 것보다 못하다"고 감정을 꺼냈지만, 경기에 계속 임해 프랑스가 우승하는데 힘을 거들었을 경우 그가 "절대 혼사 살아가지 않았을 것"이라고 인정했다. 그는 나중에 "현역 시절에 14번 퇴장당한 것을 돌아보며, 12번은 도발로 인한 것이었습니다. 이건 제 행동을 정당화하는 것이나, 핑계가 아니고, 열정이자, 인성, 끓는 피로 인한 것입니다."
결승전 퇴장 이후, 지단은 프로 무대를 나갔고, 그는 자신의 결정을 되돌리지 않을 것이라고 못을 박았다. FIFA는 지단에게 3경기 출장 정지 징계령을 내렸다. 그러나, 그는 이미 은퇴했기에 FIFA는 징계를 사흘 간 FIFA의 인도주의 활동과 연계된 어린이를 대상으로 한 사흘 간의 봉사 활동에 참가하는 것으로 대체했다. 지단은 브라질의 카푸와 더불어 6장으로 FIFA 월드컵 경기에서 가장 많은 카드를 수집한 선수가 되었다.

## 은퇴 이후
은퇴 후, 지단은 레알 마드리드 베테랑 선수로서 정기적으로 경기를 뛰었다. 그는 몇 차례 풋살 경기를 치르기도 했다. 2008년 6월 기자 회견에서, 지단은 다시 축구를 할 의사를 밝혔지만, 바로 뛰어들기 위한 계획은 없었다고 밝혔다.
2009년 6월 1일, 지단은 레알 마드리드 회장으로 두 번째 임기를 시작한 플로렌티노 페레스의 조언가가 될 것임을 선언했다. 그는 호르헤 발다노 사무 총장과 미겔 파르데사 단장과 더불어 구단의 수뇌부로서 결정의 권한을 지니게 되었다. 프랑스가 2010년 FIFA 월드컵 본선에서 조기에 탈락하자, 지단은 빠른 시일 내에 감독직을 시작하지 않을 것이라고 밝혔다.
2010년 9월, 카타르의 2022년 FIFA 월드컵 유치 위원회는 지단이 카타르의 2022년 FIFA 월드컵 유치 홍보 대사로 위촉했다고 발표했다. 2010년 12월 2일, FIFA가 카타르를 2022년 FIFA 월드컵 개최국으로 확정하면서, 지단은 결과가 "매우 만족스러웠다"라고 밝혔다. 지단은 유치전에서 전달하고자 하는 바를 다음과 같이 말했다: "저는 축구가 전 세계 모두의 것이라고 밝혔습니다. 제가 대회를 개최한 적이 없는 국가가 FIFA 월드컵을 유치할 수 있게 헌신이 빛낸 것이 자랑스럽습니다. 카타르와 중동 전체가 유치전 승리의 자격이 있으며, 이 덕에 전 기쁩니다. 이는 아랍 세계의 승리입니다."

### 자선 활동

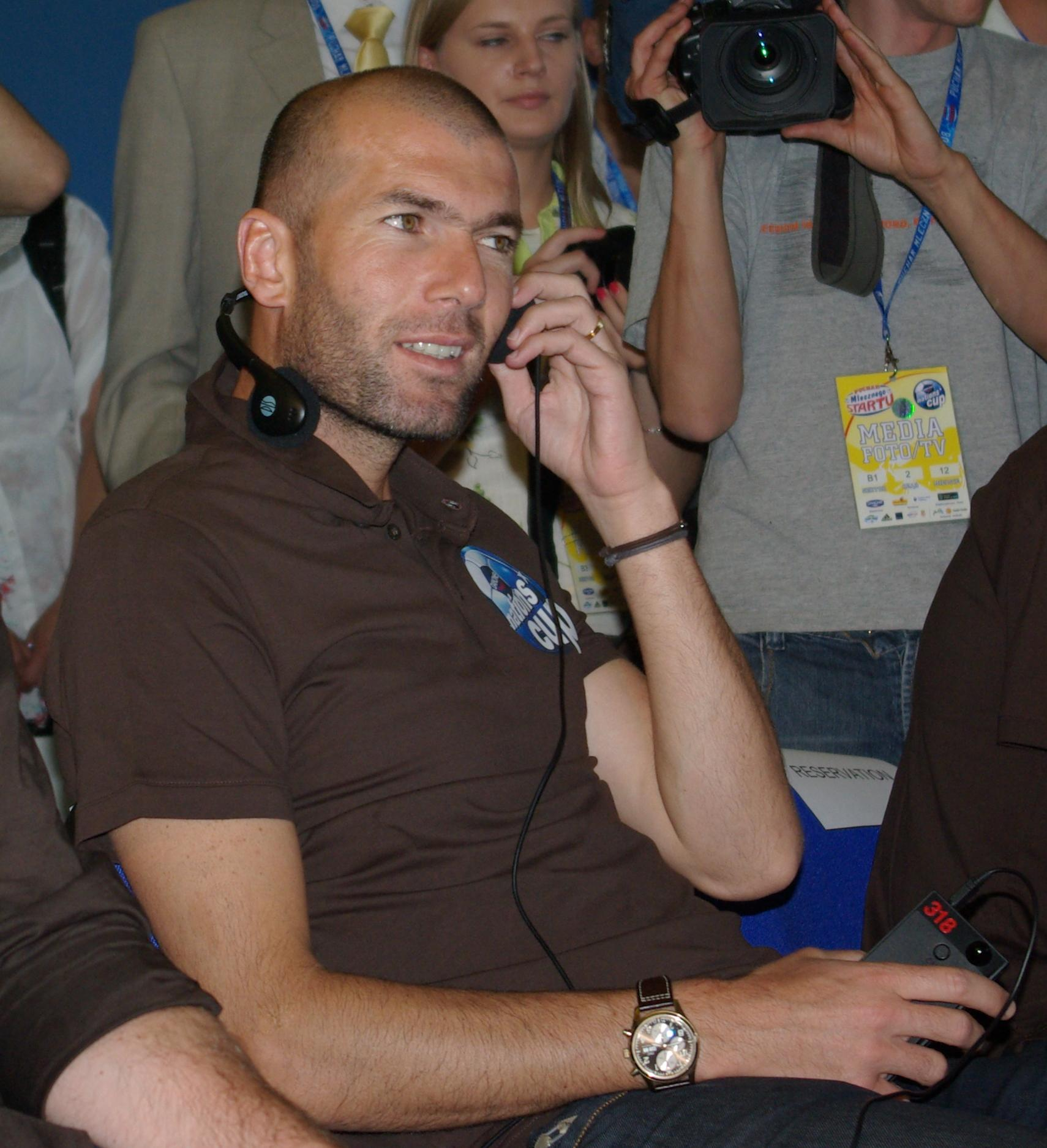
2008년 다논 네이션스컵의 지단

2007년 2월 24일, 태국 북부에서 케우이다론 어린이 AIDS 자선 경기를 치렀는데, 지단은 10,000명이 웅집한 관중 앞에서 첫 골을 기록하고 말레이시아인 동료에게 두 번째 골을 도와 경기를 2-2로 끝냈다. 이 경기를 통해 ฿260,000 ($7,750)의 수익을 거두었다. 경기 수익은 학교 둘과 3개의 침실이 딸린 16채의 집을 짓는데 사용되었다.
2008년 11월 19일, 지단은 스페인 말라가에서 열린 제5회 연간 빈곤 퇴치 경기에 출전했는데, 이 경기도 2-2로 비겼다. 그는 이 경기에서 득점하지는 못했지만, 동료가 2번째 골을 넣도록 공을 띄워졌다. 그와 호나우두는 유엔 개발 계획의 자선 활동 기금을 마련하기 위해 연간 경기에 현역과 전역 축구인, 기타 종목 선수, 유명 인사들로 구성된 각자의 선수단 주장을 맡아 협력했다. 지단은 2001년을 기점으로 UN 친선 홍보 대사로, 경기 전에 "모두 세상을 더 살기 좋은 곳으로 바꾸기 위해 무언가를 할 수 있습니다"라고 표의했다.

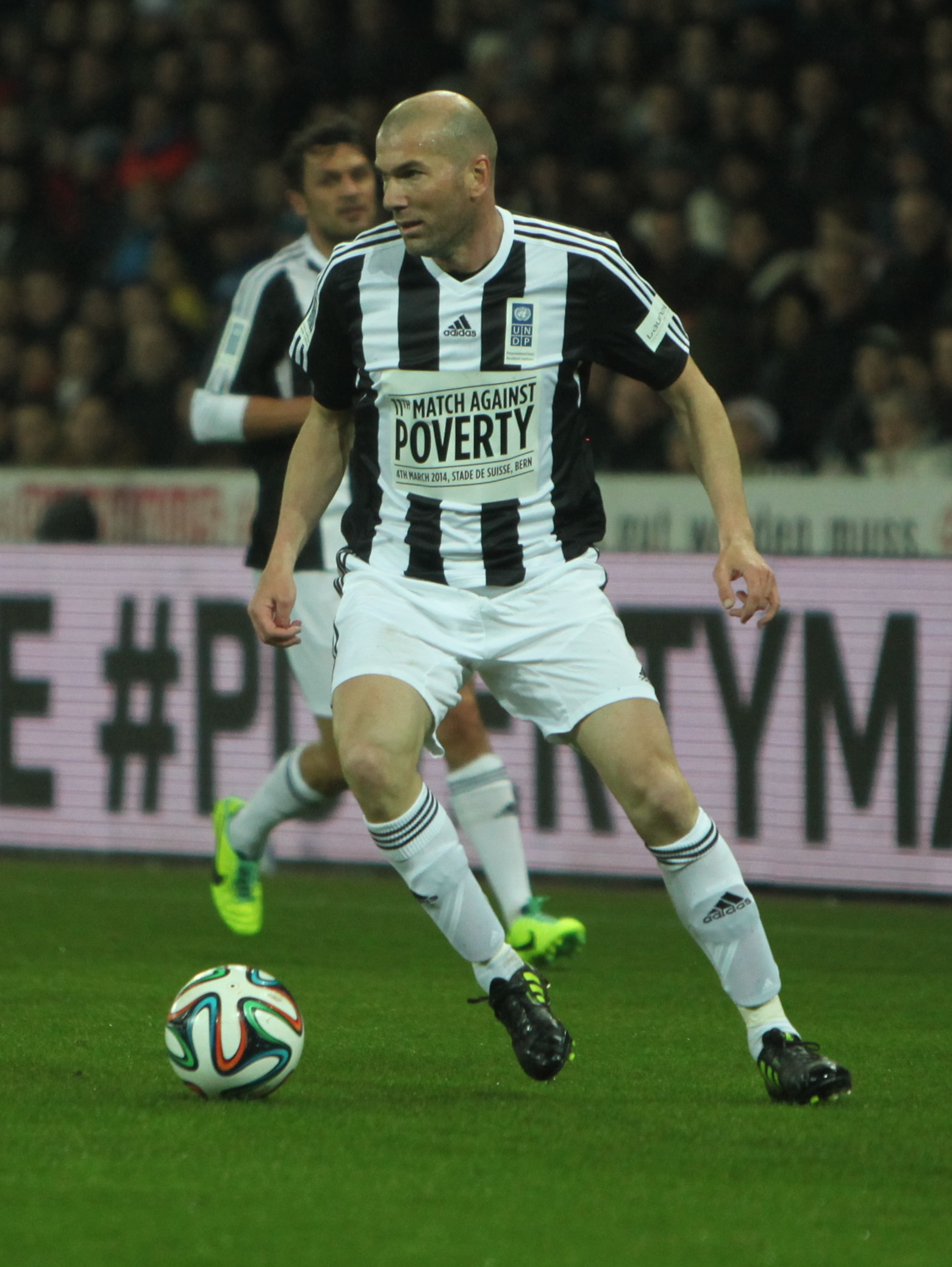
2014년 3월, 베른의 빈곤 퇴치 경기에 출전한 지단

2009년 6월과 7월에, 지단은 캐나다에 입국하여 토론토, 몬트리올, 밴쿠버를 방문했다. 지단과 "친구들"로 명명되어 파비앵 바르테즈와 사뮈엘 에토 등으로 선수단이 꾸려졌지만, 친선 경기에 인근 선수들도 참가했다. 대회 조직위원회는 일정 문제와 협찬 부족으로 캐나다 축구 협회에 협조를 호소했다. 일부 기금은 유엔 아동 기금에 주어졌다.
2010년 6월 6일, 지단은 격년으로 진행되는 사커 에이드 행사에 참가했다. 그는 리버풀과 셀틱의 전 공격수인 케니 달글리시가 이끄는 나머지 전세계 선수들의 일원 레알 마드리드 시절 동료인 루이스 피구와 셀틱의 전설 헨리크 라르손과 함께 잉글랜드를 상대했다. 그는 테디 셰링엄이나 앨런 시어러 같은 전 유명 선수들 외에도 헐리웃 배우들인 우디 해럴슨, 마이크 마이어스, 마이클 신, 주방장 고든 램지, 가수 로비 윌리엄스를 상대했다. 경기는 맨체스터의 올드 트래퍼드에서 열렸고, 나머지 전세계 선수들 쪽이 처음으로 이겼는데, 2-2로 비긴 후 해럴슨이 승부차기 주자로 나서서 승부에 방점을 찍었다.
2013년 6월 2일, 지단은 올드 트래퍼드에서 열린 레알 마드리드 전설과 맨체스터 유나이티드 전설 간의 2차전에 걸친 자선 경기에 참가했다. 1차전은 산티아고 베르나베우 안방에서 열렸다. 피구, 페르난도 레돈도, 마놀로 산치스 등의 선수들로 구성된 마드리드 선수단의 일원으로 경기의 수익은 맨체스터 유나이티드 재단의 기금이 되었다.

## 지도자 경력

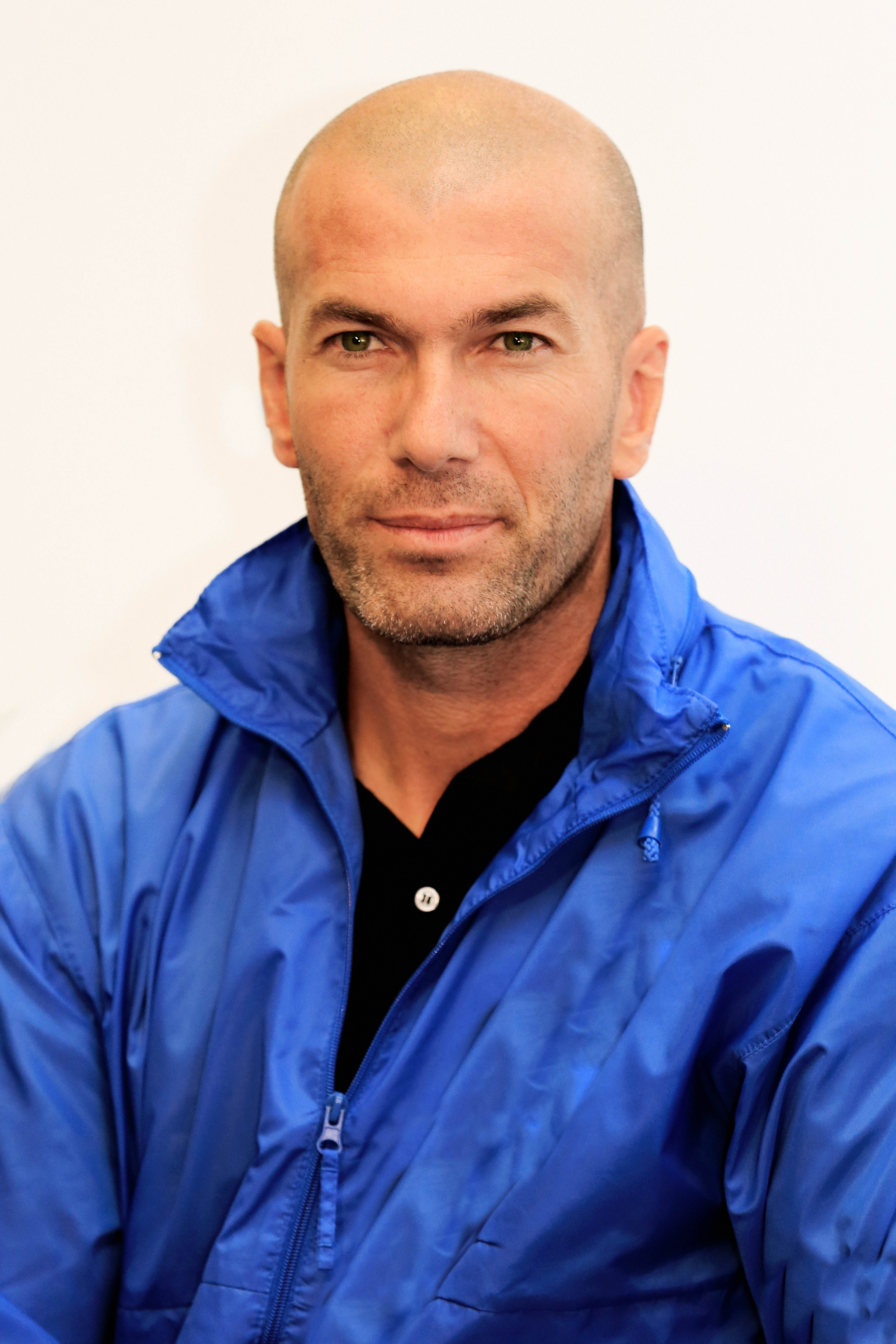
2013년의 지단

2010년 11월, 지단은 당시 레알 마드리드 감독이었던 주제 모리뉴 감독이 전 레알 마드리드의 미드필더가 선수단에 더 밀접한 업무를 맡도록 건의에 따라 레알 마드리드 1군의 특수 조언가로 임명되었다. 지단은 새 보직에 따라 UEFA 챔피언스리그 등의 경기에 참관하고 정기적으로 1군과 동행해 경기 전 회의, 정기 훈련, 감독과의 모임에 출석했다. 2011년 7월에는 레알 마드리드의 신임 단장으로 임명되었다. 2013년, 지단은 카를로 안첼로티 레알 마드리드 1군 감독의 수석 코치로 보직을 옮겼다.

### 레알 마드리드 카스티야
2014년 6월, 레알 마드리드는 지단이 레알 마드리드의 2군인 레알 마드리드 카스티야의 감독으로 임명되었다고 밝혔다. 8월 29일, 미겔 갈란 스페인 국립 축구 감독 교육원 (CENAFE) 원장은 지단이 공식 감독 자격증 없이 레알 마드리드 카스티야의 감독을 맡았다고 고자질했다. 갈란은 "누구도 축구계에 연관된 어느 일이든지 지단이 올해 레알 마드리드 카스티야의 감독을 맡는다는 점을 의식하지 않으려야 그럴 수 없습니다. 그것은 언론의 보도를 통해 기정 사실화된 일로 레알 마드리드도 부인할 수 없는 사실입니다."이라고 말했다/ 카스티야의 세군다 디비시온 B 개막전 공식 경기 보고서에 따르면, 산티아고 산체스가 하얀 군단의 감독으로 되어 있었고, 지단이 수석 코치로 기록되었지만, 갈란은 "이 서열은 서류상에만 존재합니다. 사실은 이와 정반대입니다: 지단은 현재 레알 마드리드 카스티야의 감독이며, 한편, 그의 동료들에게 죄송하지만, 산체스 씨의 역할은 감독 자격증을 보여주는 것 외에는 없습니다."라고 계속해서 주장을 이어나갔다.

### 레알 마드리드

#### 2015–16 시즌

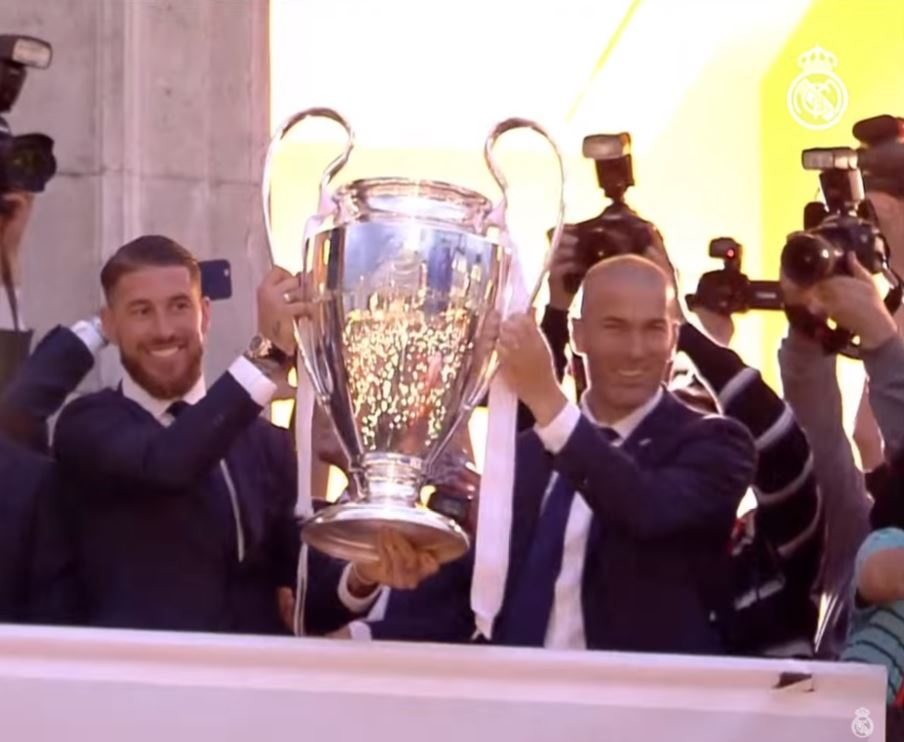
2016년 UEFA 챔피언스리그 우승컵을 들어올리는 레알 마드리드의 주장 세르히오 라모스와 지단 (오른쪽)

2016년 1월 4일, 레알 마드리드는 라파엘 베니테스를 해임하고 같은 날에 지단과 2년 반 계약을 맺고 후임 감독으로 임명했다. 지단의 임기에 치른 첫 경기는 닷세 후 데포르티보와의 라 리가 경기로, 레알 마드리드가 이 경기에서 5-0 완승으로 끝났다. 그가 감독으로 처음 치른 고전 더비 경기는 4월 2일 캄 노우에서 열렸고, 지단은 바르셀로나에 2-1로 이겨 바르셀로나의 39경기 무패행진에 종지부를 찍었다. 따라서, 지단은 2007년 12월, 베언트 슈스터 이래 감독으로 치른 첫 고전 더비 경기에서 승리를 챙긴 첫 레알 마드리드 감독이 되었다.
5월 4일, 지단은 맨체스터 시티에 합계 1-0으로 이기고 레알 마드리드를 2016 UEFA 챔피언스리그 결승전에 올려놓았다. 레알 마드리드는 라 리가에서 바르셀로나에 승점 1점차로 밀려 준우승을 차지했다. 5월 28일에 열린 UEFA 챔피언스리그 결승전에서 레알 마드리드는 같은 마드리드 연고의 아틀레티코 마드리드를 승부차기 끝에 제압하고 역대 통산 11번째 유러피언컵 우승을 달성했다. 지단은 선수와 감독으로서 유러피언컵 및 UEFA 챔피언스리그를 우승한 7번째 인물이 되었고, 미겔 무뇨스에 이어 두 번째로 레알 마드리드 소속 선수이자 감독으로 모두 대회 우승을 거둔 인물이며, 프랑스 이중국적을 둔 아르헨티나인 엘레니오 에레라를 제외하고 대회를 우승한 첫 프랑스인 감독이 되는 영예를 안았다.

#### 2016–17 시즌

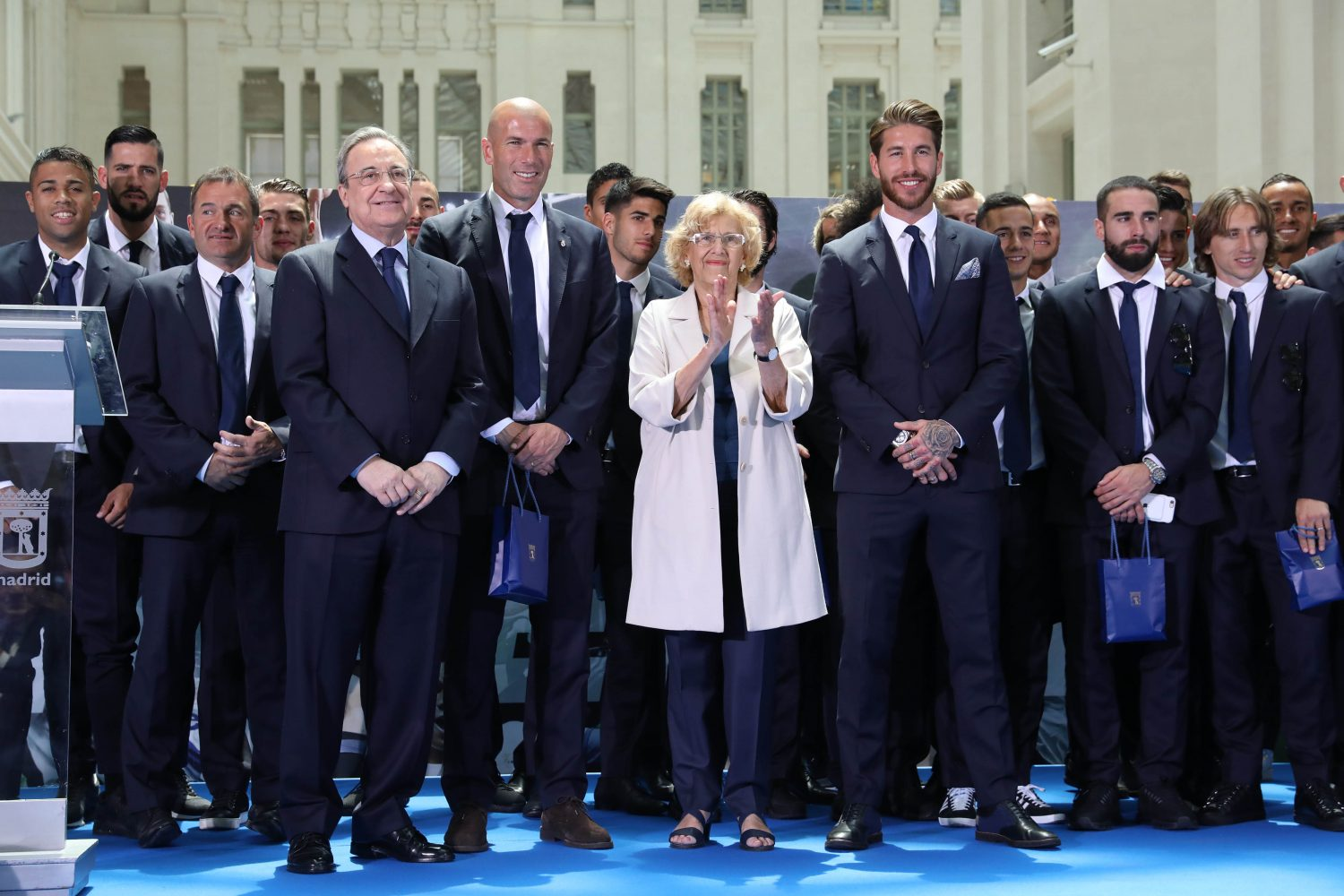
2017년 5월, 레알 마드리드의 33번째 라 리가 우승 후 마누엘라 카르메나 마드리드 시장과 기념촬영한 지단과 레알 마드리드 선수단

2016년 9월 18일, 레알 마드리드는 에스파뇰 원정에서 2-0 승리를 거두어 라 리가 16연승의 구단 기록을 경신해 종전에 1960-61 시즌에 레알 마드리드가 2010-11 시즌에 바르셀로나가 세운 라 리가 15연승의 기록을 경신했다. 2016년 12월 18일, 레알 마드리드는 FIFA 클럽 월드컵 2016 결승전에서 일본의 가시마 앤틀러스를 4-2로 제압했는데, 크리스티아누 호날두가 해트트릭을 완성했다.
2017년 1월 12일, 마드리드는 세비야와의 코파 델 레이 16강 2차전에서 비김으로써 40경기 무패행진을 이어나가, 바르셀로나의 루이스 엔리케가 세운 39경기 무패행진의 기록을 경신했다. 지단은 마드리드를 통산 33번째 라 리가 우승으로 이끌었다.
2017년 6월 3일, 지단의 레알 마드리드는 카디프에서 이탈리아의 유벤투스를 상대로 2017 UEFA 챔피언스리그 결승전을 펼쳐 구단 통산 12번째 유러피언컵 우승을 거두었다. 이번 우승으로 마드리드는 UEFA 챔피언스리그 개편 이래 최초로 2연패를 거둔 구단이 되었고, 지단은 같은 시즌에 라 리가와 UEFA 챔피언스리그를 동시에 석권했다. 레알 마드리드가 UEFA 챔피언스리그를 우승하면서, 지단은 같이 레알 마드리드 감독이었던 호세 비야롱가 감독에 이어 1년차와 2년차에 모두 유러피언컵을 우승한 두 번째 감독으로 기록되었다.

#### 2017–18 시즌
레알 마드리드는 8월 8일, UEFA 슈퍼컵에서 맨체스터 유나이티드를 2-1로 꺾고 우승했다. 그에 따라 지단은 1990년 밀란의 아리고 사키에 이어 UEFA 슈퍼컵 2연패를 거둔 첫 감독이 되었다. 닷새 후, 레알 마드리드는 캄 노우에서 벌어진 수페르코파 데 에스파냐 1차전에서 바르셀로나를 3-1로 이겼다. 그로부터 사흘 후에는 2차전에서 2-0 완승을 거두어 고전 더비에서 바르셀로나에 24경기 연속으로 실점하는 기록에 종지부를 찍었고, 합계 5-1로 우승컵을 하나 더 차지했다. 따라서 지단은 비센테 델 보스케와 7대회 우승으로 레알 마드리드 역사상 3번째로 가장 많은 대회를 우승한 감독이 되었고, 루이스 몰로니보다 1개 대회를 덜 우승했으며, 미겔 무뇨스보다는 무려 7대회 우승을 덜 했다. 이는 지단이 자신의 임기에 패한 경기 수 만큼 되는 수의 대회에서 우승을 거두었다는 것을 의미하기도 한다. 지단은 2017년에 거둔 성공으로 FIFA 올해의 감독 상을 받았다.

## 개인사
17세 때, 지단은 칸 소속으로 1988-89 시즌에 활약할 때 나중에 배우자로 맞이할 베로니크 페르난데스 (아베롱 출신의 스페인계 프랑스인)를 만났다. 지단과 페르난데스는 1994년에 결혼하였으며 슬하에 네 명의 아들을 두고 있다: 엔초 알랑 지단 페르난데스 (1995년 3월 24일 출생), 뤼카 지네딘 지단 페르난데스 (1998년 5월 13일 출생), 테오 지단 페르난데스 (2002년 5월 18일 출생), 그리고 엘랴스 지단 페르난데스 (2005년 12월 26일 출생). 엔초는 알라베스의 미드필더이고, 뤼카는 레알 마드리드의 3번째 수문장이며, 테오는 엔초처럼 미드필더로 레알 마드리드 유소년 연하부 A 소속이며, 마지막으로 엘랴스는 레알 마드리드 유소년 소년부 B 소속의 미드필더이다.

## 경력 통계

### 클럽 기록
| 클럽           | 클럽           | 클럽           | 리그 | 리그 | 컵             | 컵             | 대륙 | 대륙 | 합계 | 합계 |
| 시즌           | 구단           | 리그           | 출장 | 골   | 출장           | 골             | 출장 | 골   | 출장 | 골   |
| 프랑스         | 프랑스         | 프랑스         | 리그 | 리그 | 쿠프 드 프랑스 | 쿠프 드 프랑스 | 유럽 | 유럽 | 합계 | 합계 |
| -------------- | -------------- | -------------- | ---- | ---- | -------------- | -------------- | ---- | ---- | ---- | ---- |
| 1988–89        | 칸             | 디비시옹 1     | 2    | 0    | 0              | 0              | –    | –    | 2    | 0    |
| 1989–90        | 칸             | 디비시옹 1     | 0    | 0    | 0              | 0              | –    | –    | 0    | 0    |
| 1990–91        | 칸             | 디비시옹 1     | 28   | 1    | 3              | 0              | –    | –    | 31   | 1    |
| 1991–92        | 칸             | 디비시옹 1     | 31   | 5    | 3              | 0              | 4    | 0    | 38   | 5    |
| 1992–93        | 보르도         | 디비시옹 1     | 35   | 10   | 4              | 1              | –    | –    | 39   | 11   |
| 1993–94        | 보르도         | 디비시옹 1     | 34   | 6    | 3              | 0              | 6    | 2    | 43   | 8    |
| 1994–95        | 보르도         | 디비시옹 1     | 37   | 6    | 4              | 1              | 4    | 1    | 45   | 8    |
| 1995–96        | 보르도         | 디비시옹 1     | 33   | 6    | 1              | 0              | 15   | 6    | 49   | 12   |
| 이탈리아       | 이탈리아       | 이탈리아       | 리그 | 리그 | 코파 이탈리아  | 코파 이탈리아  | 유럽 | 유럽 | 합계 | 합계 |
| 1996–97        | 유벤투스       | 세리에 A       | 29   | 5    | 2              | 0              | 10   | 2    | 41   | 7    |
| 1997–98        | 유벤투스       | 세리에 A       | 32   | 7    | 5              | 1              | 11   | 3    | 48   | 11   |
| 1998–99        | 유벤투스       | 세리에 A       | 25   | 2    | 5              | 0              | 10   | 0    | 40   | 2    |
| 1999–2000      | 유벤투스       | 세리에 A       | 32   | 4    | 3              | 1              | 6    | 0    | 41   | 5    |
| 2000–01        | 유벤투스       | 세리에 A       | 33   | 6    | 2              | 0              | 4    | 0    | 39   | 6    |
| 스페인         | 스페인         | 스페인         | 리그 | 리그 | 코파 델 레이   | 코파 델 레이   | 유럽 | 유럽 | 합계 | 합계 |
| 2001–02        | 레알 마드리드  | 라 리가        | 31   | 7    | 9              | 2              | 9    | 3    | 49   | 12   |
| 2002–03        | 레알 마드리드  | 라 리가        | 33   | 9    | 1              | 0              | 14   | 3    | 48   | 12   |
| 2003–04        | 레알 마드리드  | 라 리가        | 33   | 6    | 7              | 1              | 10   | 3    | 50   | 10   |
| 2004–05        | 레알 마드리드  | 라 리가        | 29   | 6    | 1              | 0              | 10   | 0    | 40   | 6    |
| 2005–06        | 레알 마드리드  | 라 리가        | 29   | 9    | 5              | 0              | 4    | 0    | 38   | 9    |
| 국가           | 프랑스         | 프랑스         | 200  | 34   | 18             | 2              | 29   | 9    | 247  | 45   |
| 국가           | 이탈리아       | 이탈리아       | 151  | 24   | 17             | 2              | 41   | 5    | 209  | 31   |
| 국가           | 스페인         | 스페인         | 155  | 37   | 23             | 3              | 47   | 9    | 225  | 49   |
| 클럽 경력 통산 | 클럽 경력 통산 | 클럽 경력 통산 | 506  | 95   | 58             | 7              | 117  | 23   | 681  | 125  |

### 국가대표팀 출장 기록
| 국가대표팀      | 연도            | 출장  | 골 |
| --------------- | --------------- | ----- | -- |
| 프랑스          | 1994            | 2     | 2  |
| 프랑스          | 1995            | 6     | 2  |
| 프랑스          | 1996            | 12    | 1  |
| 프랑스          | 1997            | 8     | 1  |
| 프랑스          | 1998            | 15    | 5  |
| 프랑스          | 1999            | 6     | 1  |
| 프랑스          | 2000            | 13[A] | 4  |
| 프랑스          | 2001            | 8     | 2  |
| 프랑스          | 2002            | 9     | 1  |
| 프랑스          | 2003            | 7     | 3  |
| 프랑스          | 2004            | 7     | 4  |
| 프랑스          | 2005            | 5     | 2  |
| 프랑스          | 2006            | 10    | 3  |
| 국가대표팀 통산 | 국가대표팀 통산 | 108   | 31 |

A  2000년 8월 16일, FIFA와 프랑스 축구 연맹이 공식 친선경기로 승인한 FIFA 11인과의 경기 포함.

### 국가대표팀 득점 기록
| #  | 날짜             | 장소                                 | 상대         | 점수 | 결과 | 대회                        |
| -- | ---------------- | ------------------------------------ | ------------ | ---- | ---- | --------------------------- |
| 1  | 1994년 8월 17일  | 프랑스, 보르도, 파르크 레스퀴르      | 체코         | 1-2  | 2-2  | 친선경기                    |
| 2  | 1994년 8월 17일  | 프랑스, 보르도, 파르크 레스퀴르      | 체코         | 2-2  | 2-2  | 친선경기                    |
| 3  | 1995년 9월 6일   | 프랑스, 오세르, 아베 데샹            | 아제르바이잔 | 7-0  | 10-0 | UEFA 유로 1996 예선전       |
| 4  | 1995년 10월 11일 | 루마니아, 부쿠레슈티, 스테아우아     | 루마니아     | 3-1  | 3-1  | UEFA 유로 1996 예선전       |
| 5  | 1996년 2월 21일  | 프랑스, 님, 코스티에르               | 그리스       | 3-1  | 3-1  | 친선경기                    |
| 6  | 1997년 6월 11일  | 프랑스, 파리, 파르크 데 프랭스       | 이탈리아     | 1-0  | 2-2  | 투르누아 드 프랑스          |
| 7  | 1998년 1월 28일  | 프랑스, 생드니, 스타드 드 프랑스     | 스페인       | 1-0  | 1-0  | 친선경기                    |
| 8  | 1998년 2월 25일  | 프랑스, 마르세유, 벨로드롬           | 노르웨이     | 2-1  | 3-3  | 친선경기                    |
| 9  | 1998년 5월 27일  | 모로코, 카사블랑카, 모아메드 5세     | 벨기에       | 1-0  | 1-0  | 1998년 하산 2세 국제 컵대회 |
| 10 | 1998년 7월 12일  | 프랑스, 생드니, 스타드 드 프랑스     | 브라질       | 1-0  | 3-0  | 1998년 FIFA 월드컵          |
| 11 | 1998년 7월 12일  | 프랑스, 생드니, 스타드 드 프랑스     | 브라질       | 2-0  | 3-0  | 1998년 FIFA 월드컵          |
| 12 | 1999년 9월 8일   | 아르메니아, 예레반, 흐라즈단         | 아르메니아   | 2-1  | 3-2  | UEFA 유로 2000 예선전       |
| 13 | 2000년 2월 23일  | 프랑스, 생드니, 스타드 드 프랑스     | 폴란드       | 1-0  | 1-0  | 친선경기                    |
| 14 | 2000년 6월 4일   | 모로코, 카사블랑카, 모아메드 5세     | 일본         | 1-1  | 2-2  | 2000년 하산 2세 국제 컵대회 |
| 15 | 2000년 6월 25일  | 벨기에, 브뤼허, 얀 브레이덜          | 스페인       | 1-0  | 2-1  | UEFA 유로 2000              |
| 16 | 2000년 6월 28일  | 벨기에, 브뤼셀, 보두앵 국왕 경기장   | 포르투갈     | 1-0  | 2-1  | UEFA 유로 2000              |
| 17 | 2001년 2월 27일  | 프랑스, 생드니, 스타드 드 프랑스     | 독일         | 1-0  | 1-0  | 친선경기                    |
| 18 | 2001년 3월 24일  | 프랑스, 생드니, 스타드 드 프랑스     | 일본         | 1-0  | 5-0  | 친선경기                    |
| 19 | 2002년 3월 27일  | 프랑스, 생드니, 스타드 드 프랑스     | 스코틀랜드   | 1-0  | 5-0  | 친선경기                    |
| 20 | 2003년 3월 29일  | 프랑스, 랑스, 펠릭스-볼라에르        | 몰타         | 4-0  | 6-0  | UEFA 유로 2004 예선전       |
| 21 | 2003년 3월 29일  | 프랑스, 랑스, 펠릭스-볼라에르        | 몰타         | 6-0  | 6-0  | UEFA 유로 2004 예선전       |
| 22 | 2003년 4월 2일   | 이탈리아, 팔레르모, 렌초 바르베라    | 이스라엘     | 2-0  | 2-1  | UEFA 유로 2004 예선         |
| 23 | 2004년 6월 6일   | 프랑스, 생드니, 스타드 드 프랑스     | 우크라이나   | 1-0  | 1-0  | 친선 경기                   |
| 24 | 2004년 6월 13일  | 포르투갈, 리스본, 이스타디우 다 루스 | 잉글랜드     | 1-1  | 2-1  | UEFA 유로 2004              |
| 25 | 2004년 6월 13일  | 포르투갈, 리스본, 이스타디우 다 루스 | 잉글랜드     | 2-1  | 2-1  | UEFA 유로 2004              |
| 26 | 2004년 6월 21일  | 포르투갈, 코임브라, 시립 경기장      | 스위스       | 1-0  | 3-1  | UEFA 유로 2004              |
| 27 | 2005년 8월 17일  | 프랑스, 몽펠리에, 라 모송            | 코트디부아르 | 2-0  | 3-0  | 친선경기                    |
| 28 | 2005년 10월 12일 | 프랑스, 생드니, 스타드 드 프랑스     | 키프로스     | 1-0  | 4-0  | 2006년 FIFA 월드컵 예선전   |
| 29 | 2006년 6월 27일  | 독일, 하노버, 니더작센슈타디온       | 스페인       | 3-1  | 3-1  | 2006년 FIFA 월드컵          |
| 30 | 2006년 7월 5일   | 독일, 뮌헨, 알리안츠 아레나          | 포르투갈     | 1-0  | 1-0  | 2006년 FIFA 월드컵          |
| 31 | 2006년 7월 9일   | 독일, 베를린, 올림피아슈타디온       | 이탈리아     | 1-0  | 1-1  | 2006년 FIFA 월드컵          |

### 감독
2021년 5월 22일 기준
| 구단                   | 취임            | 해임            | 기록 | 기록 | 기록 | 기록 | 기록 | 기록 | 기록 | 기록  |
| 구단                   | 취임            | 해임            | 전   | 승   | 무   | 패   | 득   | 실   | 차   | 율 %  |
| ---------------------- | --------------- | --------------- | ---- | ---- | ---- | ---- | ---- | ---- | ---- | ----- |
| 레알 마드리드 카스티야 | 2014년 6월 25일 | 2016년 1월 4일  | 57   | 26   | 17   | 14   | 88   | 58   | +30  | 45.61 |
| 레알 마드리드          | 2016년 1월 4일  | 2018년 5월 31일 | 149  | 104  | 29   | 16   | 393  | 160  | +233 | 69.80 |
| 레알 마드리드          | 2019년 3월 11일 | 2021년 5월 27일 | 114  | 69   | 25   | 20   | 207  | 104  | +103 | 60.53 |
| 클럽 경력 통산         | 클럽 경력 통산  | 클럽 경력 통산  | 320  | 200  | 70   | 50   | 693  | 325  | +368 | 62.50 |

### 개인 기록

#### 선수
- 축구 역대 최고 이적료: 2001–2009
- FIFA 월드컵 결승전 역대 최다 득점자: 3골 (펠레, 바바, 제프 허스트와 기록 공유)
- FIFA 월드컵 결승전 역대 최다 경기 득점: 2경기 (펠레, 바바, 파울 브라이트너와 기록 공유)
- FIFA 월드컵 역대 최다 퇴장: 2회 (리고베르 송과 기록 공유)
- FIFA 월드컵과 UEFA 유럽 축구 선수권 대회에서 모두 우승하고 최우수 선수로 선정된 유일한 선수
- 옹즈도르 최다 수상자: 7회 입상[117]
- FIFA 올해의 선수 최다 수상자: 6회 입상[118]

#### 감독
- 라 리가 최다 연승: 16경기 (주제프 과르디올라와 기록 공유)
- 라 리가 최다 원정 연승: 12경기 (현재 경신 중, 주제프 과르디올라와 기록 공유)
- 레알 마드리드 최다 경기 무패: 40경기
- 스페인 축구 최다 경기 무패: 40경기
- 아르헨티나 태생의 엘레니오 에레라를 제외하고 UEFA 챔피언스리그를 우승한 첫 프랑스인 감독: 2015–16
- 유럽대항전 (모든 대회 도합) 최다 경기 연속 득점 기록: 73경기
- 현 형식의 UEFA 챔피언스리그에서 2연패를 거둔 유일한 감독
- 레알 마드리드 역사상 1시즌에 4대회 우승을 거둔 유일한 감독
- 레알 마드리드 역사상 UEFA 슈퍼컵을 2번 우승한 유일한 감독
- 상위 5개 리그의 단일 구단에서 최단 기간에 7개 대회를 우승한 감독: 19개월
- 최단 기간 FIFA 최우수 감독 지명: 653일
- FIFA 올해의 감독 최다 수상: 2회[119]
- FIFA 올해의 선수와 FIFA 올해의 감독을 석권한 적 있는 유일한 인물

## 평가와 전설
"지단은 도사입니다. 10년 넘게 그와 유사한 인물은 없었고, 그는 세계 최고의 선수였습니다."
"엄밀히 말하자면, 그는 경기의 원리 - 공 다루기와 패스에 있어 - 왕입니다. 저는 그 누구도 공을 다루거나 받는데에 있어 그의 적수가 없다고 생각합니다."
"지단은 축구에서 볼쇼이 발레와 견주어 볼 수 있는 존재입니다. 지단은 그 누구보다 우아합니다."
지단의 솜씨와 능력을 "괴물"로 수식한 브라질의 전 감독 카를루스 아우베르투 파헤이라를 비롯한 다수의 영향력 있는 인사들이 지단의 기술과 축구 역사의 이정표로써의 가치가 있다 보며 칭찬했다. 독일의 전 감독인 프란츠 베켄바워도 "지단은 역사상 가장 위대한 선수들 중 한명으로, 진정 훌륭한 선수입니다."라고 주장했다. 한 때 지단을 제자로 두었던 이탈리아의 마르첼로 리피 감독도 "저는 근래 20년에 들어 축구계에서 가장 재능 있는 선수이지만 잘난 체한 적 없습니다. 저는 그를 지도하게 되어 영광입니다."라고 표의했다. 잉글랜드의 전 감독인 케빈 키건도 "당신들은 지단을 보면서 '전 저렇게 축구를 하는 선수를 보지 못했습니다'라고 생각할 것입니다. 디에고 마라도나는 위대한 선수였습니다. 요한 크라위프도 마찬가지로 위대했습니다. 그들은 달랐지만 - 유사점이 있었습니다. 지단이 다른 선수와 다른 점은 축구 판도를 변화하고, 없었던 공간을 스스로 창출합니다. 그의 시야까지 더해 그런 능력은 그를 특별한 존재로 거듭나게 합니다."라고 말했다. 1998년 FIFA 월드컵에서, 이탈리아의 지휘봉을 잡았던 체사레 말디니 감독은 "저는 제 선수단의 선수 5명과 지단을 바꾸고 싶었습니다."라고 말했다.
그와 동시대에 활동했던 선수들 중, 스웨덴 공격수 즐라탄 이브라히모비치는 "지단은 다른 행성에서 온 것 같습니다. 지단이 경기장을 나갔을 때, 10명의 선수들이 갑자기 나아졌습니다. 감쪽같게도 말입니다."라고 평했다. 데이비드 베컴도 지단이 "역대 최고의 선수"였다고 묘사했고, 바르셀로나의 거성 차비 에르난데스도 2010년 기자 회견에서 지단이 "90년대와 2000년대의 최고 선수"였다고 밝혔으며, 브라질의 수비수이자 레알 마드리드의 전 동료 호베르투 카를루스도 지단이 "그는 제가 본 최고의 선수입니다. 지지자들이 그가 몸을 푸는 것만 보기 위해서도 베르나베우에 일찍 도착하곤 했었습니다."라고 진술했다. 브라질의 플레이메이커인 호나우지뉴는 "지단은 역대 최고의 축구인들 중 한 명이며, 제 우상들 중 하나입니다. 그는 그런 우아함과 품위, 훌륭한 공 잡기, 넓은 시야를 지녔었습니다."라고 평했다. 벨기에의 미드필더 에덴 아자르도 지단이 "역대 최고"였다고 생각한다.

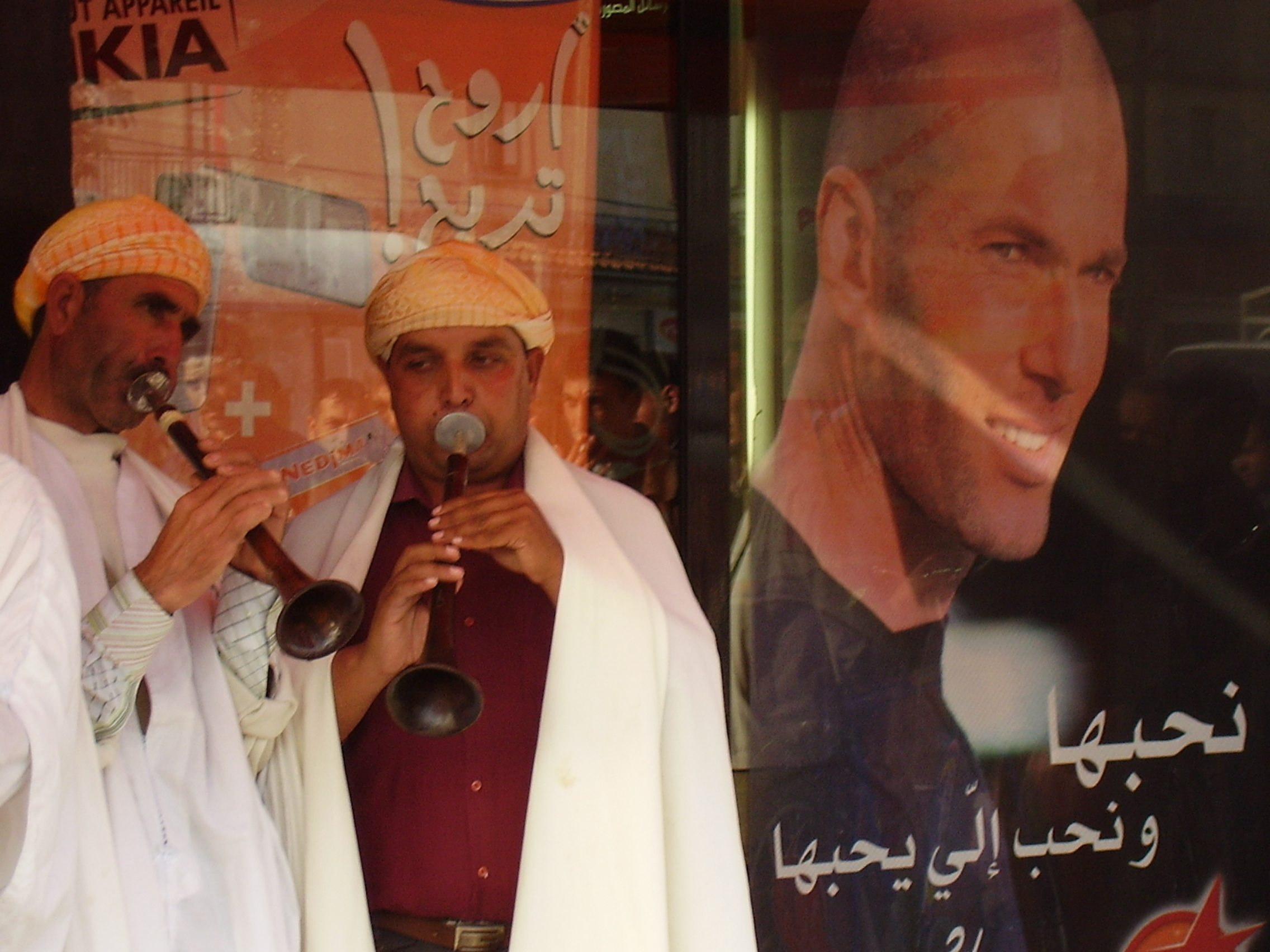
알제리의 지단 광고. 베르베르 혈통의 프랑스의 영웅인 지단은 북아프리카의 상징이기도 하다.

그의 전매특허인 룰레트 회전 기술, 가위딛기, 근접 공 제어 등의 다양한 기술과 능력을 선보이며, 브라질의 전 국가대표팀 선수였던 히바우두도 "그의 우아함과 현장에서의 움직임과 내제된 기술은 무궁무진합니다."라고 말하며 다른 선수들보다 지단의 활약을 보는 것을 즐겼다고 밝혔다. 스페인의 미드필더 샤비 알론소도 "그가 축구에서 할 수 있는 일은 우리 모두에게 꿈같은 일입니다."라고 평했다. 2005년, 지단이 프랑스 국가대표팀에 복귀했을 때, 국가대표팀 동료인 티에리 앙리는 "프랑스에서, 모두는 신이 존재하신다는 것을 알았고, 그는 프랑스 국가대표팀에 돌아왔습니다. 신이 돌아오셨고, 제가 할 말은 별로 없습니다."라고 표의했다. 지단은 축구 외 영역의 체육계에서도 찬사를 받았다. 2002년 1월 데포르티보전에서 지단이 득점을 기록했는데, 그는 오른쪽으로 공을 끌다가 왼쪽으로 선회해, 수비수를 뒤집어 따돌렸고, 이후 왼발로 마무리했고, 농구 선수인 매직 존슨은 골을 보고 "제 인생에 가장 영감을 받은 밤이었습니다. 지단은 경이로웠습니다."라고 표의했다.
지단은 FIFA 올해의 선수로 3번 뽑혔는데, 이 업적을 달성한 선수는 그 외에 호나우두, 리오넬 메시, 크리스티아누 호날두밖에 없었다. 2002년, ESPN은 지단이 "세계 무대의 가장 중요한 경기에서 가장 위대한 선수"였다고 묘사했다. 2002년 FIFA 투표에서, 지단은 FIFA 월드컵 드립팀의 일원으로 선정되었다. 2004년, 그는 UEFA 골든 주빌리 여론 조사에서 최고의 선수로 선정되었고, 살아있는 세계 최고의 축구 선수 목록인 FIFA 100에 자신의 이름을 올렸다. UEFA 공식 웹사이트가 선수, 언론인, 회원들에게 근 20년의 UEFA 챔피언스리그에서 최고의 활약을 펼친 선수가 누구인지 질문했고, 2011년에 지단은 메시를 제치고 투표 1위를 차지했다. 2004년, 프랑스의 르 주르날 뒤 디망슈지가 진행한 투표에서, 지단은 "역대 최고 인기 프랑스인"으로 선정되었다. 2014년, 프랑스 텔레비전 방송 채널 TF1이 진행한 투표에서, 지단은 쟁쟁한 프랑스 축구의 전설들인 미셸 플라티니와 레몽 코파를 제치고 프랑스 리그 역사상 최고의 선수로 선정되었다. 2016년, 프랑스의 르 파리지앵지의 연구에서, 지단은 "프랑스 역대 최고 선수"로 선정되었다.

## 대중 매체에서
지단은 아디다스, 레고, 프랑스 텔레콤, 오랑주, 아우디, 볼비크, 크리스티앙 디오르 등의 다수 협찬사와 계약을 맺었다. 이 협찬 계약을 통해 지단은 €8.6M을 벌어들이며, 2006년에 레알 마드리드에서 벌어들이는 연봉 €6.4M과 합쳐 총 €15M ($20.4M) 을 벌어들여, 축구 선수 최고 연봉 6위를 기록했다. 2004년, 포브스지에서는 그가 12달 동안 $15.8M을 벌어들였다고 기록했다. 2010년 5월, 지단은 펠레와 디에고 마라도나와 탁상 축구를 벌이는 루이비통 광고에 출연했다.
2005년, 필리프 파레노와 더글러스 고든 영화 감독은 17대의 카메라로 전 경기에 지단을 따라다니며 지단: 21세기 자화상이라는 다큐멘터리 영화를 촬영했다. 스코틀랜드의 포스트 록 음악단 모과이가 배경음악을 녹음했다. 이 다큐멘터리 영화는 2009년 풀 프레임 다큐멘터리 영화 잔치 출품작이었다.
2006년 11월, 지단은 무함마드 유누스 노벨 평화상 수상자의 초대를 받아 방글라데시를 방문했다. 그는 알제리의 부모님 고향도 찾았는데, 압델아지즈 부테플리카 알제리 대통령과 대면으로 만났고, 알제리 대통령은 지단을 공식적으로 환영했다. 2012년, 알제리의 예술가인 아델 압데세메드는 지단의 마르코 마테라치 박치기를 재현한 동상을 제작했다.
2006년 11월 5일, 지단은 미국의 시트콤 애니메이션 패밀리 가이에 등장했는데, 지단은 "브라이언 일병 구출하기" 편에서 노파를 박치기하는 것으로 나왔는데, 이는 2006년 FIFA 월드컵 결승전에서 그가 마테라치에 박치기 한 것을 패러디한 것이었다. 불명예스러운 박치기 사건은 벨기에 소설가 장-필리프 투생의 2006년작 가사인 지단의 비애에도 소재로 쓰였다.
2010년, 지단은 샤키라의 음반 영상 "와카 와카"에도 등장하는데, 여기서 그는 프랑스의 1998년 FIFA 월드컵 우승을 자축하는 모습이 나온다. 2014년, 오스트레일리아의 스포츠 사회자 레스 머리는 보드빌 스매시 음악단과 협력해 지단 찬양곡을 작사했는데, 동봉된 영상에는 4명의 축구인이 지단의 가면을 쓰고 공으로 묘기를 부리는 것으로 나오며, 막판에 한 명이 야간 경비원을 머리로 가격했다.
2016년, 요르단의 왕립 이슬람 전략 연구소는 가장 영향력 있는 이슬람 교도 500인 중 한 명으로 지단을 꼽았고, 다음과 같이 설명을 덧붙였다: "지단의 겸손함은 더 많은 대중의 사람들로부터 사랑받게 했다."

## 수상 내역

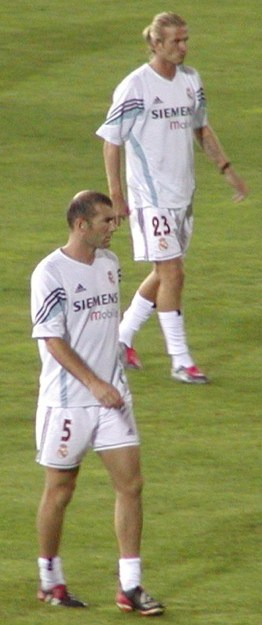
2003년, 레알 마드리드의 지단과 데이비드 베컴

#### 지롱댕 드 보르도[4]
- UEFA 인터토토컵 : 1995

#### 유벤투스[4]
- 세리에 A : 1996–97, 1997–98
- 수페르코파 이탈리아나 : 1997
- UEFA 슈퍼컵: 1996
- 인터컨티넨탈컵 : 1996
- UEFA 인터토토컵 : 1999

#### 레알 마드리드[4]
- 라리가 : 2002–03
- 수페르코파 데 에스파냐 : 2001, 2003
- UEFA 챔피언스리그 : 2001–02
- UEFA 슈퍼컵 : 2002
- 인터컨티넨탈컵 : 2002

#### 프랑스
- FIFA 월드컵 : 1998
- UEFA 유로 : 2000

### 감독

#### 레알 마드리드
- 라리가 : 2016-17, 2019-20
- 수페르코파 데 에스파냐 : 2017, 2020
- UEFA 챔피언스 리그 : 2015-16, 2016-17, 2017-18
- UEFA 슈퍼컵 : 2016, 2017
- FIFA 클럽 월드컵 : 2016, 2017

### 개인
- 발롱도르: 1위 (1998)[4], 2위 (2000), 3위 (1997)
- FIFA 올해의 선수: 1위 (1998, 2000, 2003)[4], 2위 (2006), 3위 (1997, 2002)[156]
- 디비시옹 1 올해의 신인 선수 : 1994
- 디비시옹 1 올해의 선수 : 1996
- 세리에 A 올해의 외국인 선수 : 1997, 2001
- UEFA 클럽 풋볼 어워드 : 최우수 미드필더상 (1997-98)
- UEFA 올해의 클럽 축구 선수 : 2001-02
- FIFPro 월드 베스트 XI : 2005, 2006
- FIFA 100 : 2004
- UEFA 유럽 축구 선수권 대회 : MVP (2000), 올스타 팀 (2000, 2004)
- FIFA 월드컵: 골든볼 (2006[4]), 올스타 팀 (1998, 2006)
- 1998년 FIFA 월드컵 맨 오브 더 매치 : vs. 브라질 (결승전)
- 2002년 FIFA 월드컵 맨 오브 더 매치 : vs. 덴마크 (조별예선)
- 2006년 FIFA 월드컵 맨 오브 더 매치 : vs. 브라질 (8강전)
- 옹즈다르장 : 1997, 2002, 2003
- ESM 올해의 팀 : 1997–98, 2001–02, 2002–03, 2003–04
- 레키프 왕중왕 : 1998[157]
- 프랑스 올해의 축구 선수 : 1998, 2002
- 옹즈도르 : 1998, 2000, 2001
- 옹즈드브롱즈 : 1999
- 세리에 A 최다 도움 : 2000–01[158]
- 세리에 A 올해의 선수 : 2001
- UEFA 올해의 팀 : 2001, 2002, 2003
- UEFA 챔피언스리그 결승전 최우수 선수 : 2002
- 돈 발론 상 : 2002
- 라 리가 최우수 외국인 선수 : 2002[159]
- UNFP 공로상 : 2007
- 마르카 전설상 : 2008
- 골든 풋 전설상 : 2008
- 로레우스 공로상 : 2011
- UEFA 왕중왕 팀 : 2011[160]
- UNFP 20주년 팀 특별상 : 2011

#### 선정
- UEFA 골든 주빌리 여론 조사 1위 : 2004
- 월드 사커 역대 최고 11인 : 2013[161]
- 레알 마드리드 명예의 전당 : 2014[162]
- UEFA 궁극 올해의 팀 : 2015 (후보)[163]
- UEFA 유로 역대 최고 11인 : 2016[164]
- ESPN 올 연대의 팀 : 2009
- ESPN 올 연대의 선수 : 2009
- 폭스 스포츠 올 연대의 선수 : 2009[165]
- 스포츠 일러스트레이티드 올 연대의 팀 : 2009
- 스포츠 일러스트레이티드 올 연대의 선수 : 2009
- 돈 발론 올 연대의 팀 : 2010[166]
- 돈 발론 올 연대의 선수 : 2010[166]
- 월드 사커 20세기 최고의 축구인 100명 목록 등재 : 1999
- UEFA 챔피언스리그 근 20년의 최우수 선수 : 2011[167]

#### 감독
- 라 리가 이 달의 감독 : 2016년 4월,[168] 2017년 5월[169]
- UEFA 라 리가 올해의 공개 팀 : 2016[170]
- UEFA 챔피언스리그 진보 11인 : 2016[171]
- IFFHS 세계 최고 클럽 감독 2위 : 2016[172]
- IFFHS 선정 최고의 클럽 감독 : 2017, 2018[173]
- 최고 FIFA 남자 감독 2위 : 2016[174]
- 프랑스 풋볼 올해의 프랑스 축구 감독 : 2016[175]
- 르 뷔퇴르 올해의 감독 : 2017[176]
- UEFA 라 리가 올해의 팀 : 2017[177]
- 프랑스 풋볼 올해의 UEFA 챔피언스리그 팀 : 2017[178]
- 옹즈도르 올해의 감독 : 2016–17[179][180], 2017–18[181]
- FIFA 올해의 감독 : 2017[182]

#### 훈장
- 레지옹 도뇌르 훈장 슈발리에(5등급/기사): 1998년[183][184]

- 알제리 국가 명예 훈장(3등급/아티르): 2006년[185]

- 레지옹 도뇌르 훈장 오피시에(4등급/장교): 2009년[186]

## 같이 보기
- A매치 100경기 이상 출전한 축구 선수 명단
- UEFA 챔피언스리그 우승 감독 목록